# Морган, Мэри Шерман
Мэри Шерман Морган (англ. Mary Sherman Morgan; род. 4 ноября 1921, Рей, Северная Дакота — 4 августа 2004) — американская учёная и инженер, которая разработала жидкое ракетное топливо гидин.

## Ранние годы
Мэри родилась на ферме Майкла и Дороти Шерманов в городе Рей, Северная Дакота. В 1939 году она с отличием окончила школу. Затем она поступила в Майнотский государственный университет по специальности.

## Карьера
Во время Второй мировой войны возникла нехватка мужских кадров, в частности химиков и других ученых. Учитывая её знания в химии, Мэри предложили работу на заводе в Сандаски, штат Огайо. Хотя это и предусматривало отложение обучения, но из-за неимения денег, она согласилась на работу, не зная деталей. Оказалось, что это работа на военном заводе Plum Brook Ordnance Works, где изготавливались взрывчатые вещества тринитротолуол (ТНТ), динитротолуол (ДНТ) и пентолит.
В 1943 году Мэри Шерман забеременела вне брака, что в те времена считалось позорным. Она жила со своей кузиной в Гуроне, штат Огайо. В 1944 году она родила дочь Мэри Г. Шерман, которую она отдала на удочерение кузине Мэри Гиббард и ее мужу Ирвингу. Ребенку дали новое имя Рут Эстер.
Проработав в годы войны над разработкой взрывчатых веществ для армии, Мэри подала заявку на работу в North American Aviation и была устроена в компанию Rocketdyne Division, расположенную в Канога Парк, Лос-Анджелес. Вскоре она получила должность специалиста по производительности и отвечала за расчет ожидаемой производительности нового ракетного топлива. Из 900 инженеров она была единственной женщиной и одной из немногих без высшего образования.
Работая в North American Aviation, Мэри познакомилась со своим будущим мужем — Джорджем Ричардом Морганом, выпускником механической инженерии Калифорнийского технологического института. У них родилось четверо детей: Джордж, Стивен, Моника и Карен.
Мэри Шерман Морган скончалась от эмфиземы 4 августа 2004 года.

## Ракетное топливо
Командой Вернера фон Брауна разрабатывалась модификация ракеты Редстоун, Юпитер-С. Для усовершенствования показателей они заключили контракт на разработку топлива большей мощности с North American Aviation’s Rocketdyne Division.
Мэри Шерман Морган работала в группе доктора Джейкоба Силвермана в North American Aviation’s Rocketdyne Division. Благодаря опыту работы с новыми ракетными топливами, по контракту она была назначена техническим руководителем. Результатом работы Морган стало новое топливо — гидин. Гидин — смесь несимметричного диметилгидразина (60 %) и диетилентриамина (40 %). Первый полет Redstone R & D' на гидине состоялся 29 ноября 1956. Впоследствии с использованием данного топлива было проведено три тестовых полета головного обтекателя Юпитер-С. Четырехступенчатая модификация Джуно I, использовалась для запуска первого американского искусственного спутника Земли Эксплорер-1. После запуска Юпитер-С и шести запусков Джуно I, США перешли на более мощные виды топлива.

## В культуре
Мэри Шерман Морган стала объектом полу-биографической театральной пьесы ее сына Джорджа Моргана. Спектакль «Rocket Girl» был спродюсирован Theater Arts at California Institute of Technology (TACIT) и поставлен режиссером Брайаном Брофи в Калифорнийском технологическом институте 17 ноября 2008 года. Джордж Морган признался, что на момент смерти Мэри знал очень мало о жизни и работе матери, поскольку ее работа была связана с тайными данными. Она настолько держала все в тайне, что Джордж даже не знал о её болезни до последних месяцев её жизни, а о сестре узнал только в 2007 году.